# Половая активность
Полова́я акти́вность — свойственная данному человеку частота половых контактов и заменяющих их форм полового удовлетворения (например, мастурбации), которая на данный момент его удовлетворяет. Половая активность конкретного индивида зависит от множества биологических и социальных факторов.

## Факторы, влияющие на половую активность человека
На половую активность конкретного индивида влияет множество факторов.

### Биологические факторы
- Возраст
- Соматическое и психическое здоровье

### Социальные факторы
- Социально-психологическая мотивация
- Условия жизни человека
- Морально-этические установки общества
- Национальные и религиозные традиции
- Сформировавшееся представление о «норме» полового поведения

## Влияние возраста на половую активность
Лица молодого возраста обычно проявляют более высокую половую активность. В период зрелой сексуальности частота сексуальных контактов стабилизируется на 2-3 сношениях в неделю. Однако эти цифры нельзя считать «нормой», так как частота половых актов конкретного человека установится в соответствии с его половой конституцией.
В период полового созревания преобладают биологические факторы, в переходном возрасте на первый план выступает влияние социальных и личностных факторов. Для зрелой сексуальности характерно выравнивание значений указанных факторов. В инволюционном периоде снова наблюдается некоторое усиление роли биологических факторов, хотя и не столь выраженное, как в период полового созревания.

## Половая активность у мужчин и женщин
Как мужское, так и женское либидо имеет тенденцию к снижению с возрастом, и женщины, как правило, теряют свое либидо быстрее, чем мужчины. Однако желание сексуальной активности не теряется полностью. Она также не уменьшается для всех. Менопауза, женский биологический процесс, связана с потерей интереса к сексуальной активности и десенсибилизацией области гениталий.
Обзор 2001 года показал, что в среднем мужчины имеют более высокое желание секса, чем женщины.